# 누구는 알고 누구는 모르는
《누구는 알고 누구는 모르는》은 2019년에 제작한 대한민국의 단편 다큐멘터리 영화이다. 배꽃나래가 감독을 맡았으며, 한글을 배우지 못하여 한글학교에 다니고 있는 할머니들을 다루었다.

## 캐스팅
- 안치연
- 김용순
- 정진여
- 조복례

## 기타
- 노래 : 여자의 일생

## 수상
- 2019년 제21회 서울국제여성영화제 수상 아시아단편경쟁 - 작품상, 관객상 (배꽃나래)
- 2019년 제45회 서울독립영화제 수상 최우수단편상 (배꽃나래)
- 2019년 제21회 대전독립영화제 수상 관객상 - 일반/대학부문 (배꽃나래)
- 2019년 제10회 광주여성영화제 단편모음
- 2020년 제20회 인디다큐페스티발 국내 신작전
- 2020년 제21회 가치봄영화제 특별전
- 2020년 제24회 인디포럼 신작전 - 단편
- 2020년 제12회 DMZ국제다큐멘터리영화제 한국다큐쇼케이스
- 2020년 제21회 제주여성영화제 요망진 당선작
- 2020년 제2회 평창국제평화영화제 한국단편경쟁